# Championnat des Antilles néerlandaises de football 1970
Navigation
Saison précédente Saison 1972
La saison 1970 du Championnat des Antilles néerlandaises de football est la dixième édition de la Kopa Antiano, le championnat des Antilles néerlandaises. Les deux meilleures équipes de Curaçao et d'Aruba se rencontrent lors d'un tournoi inter-îles. 
Les quatre clubs qualifiés sont regroupés au sein d'une poule unique où chaque équipe rencontre deux fois ses adversaires. L'équipe en tête de la poule est sacrée championne des Antilles néerlandaises.
C'est le SV Estrella, vice-champion d'Aruba, qui est sacré cette saison après avoir battu le SV Dakota, l'autre formation arubaise à l'issue d'un barrage, les deux clubs ayant terminé à égalité de points en tête de la poule. Il s’agit du tout premier titre de champion des Antilles néerlandaises de l’histoire du club et le second pour un club d'Aruba, cinq ans après le sacre du Racing Club Aruba. Le SV Estrella devient également le premier club arubais à participer à une compétition internationale, la Coupe des clubs champions de la CONCACAF.
Le vainqueur de la Kopa Antiano se qualifie pour la Coupe des champions de la CONCACAF 1971.

## Compétition
Le barème utilisé pour établir le classement est le suivant :
- Victoire : 2 points
- Match nul : 1 point
- Défaite : 0 point

### Championnat d'Aruba
| Rang | Équipe               | Pts | J  | G  | N | P  | Bp | Bc | Diff |
| ---- | -------------------- | --- | -- | -- | - | -- | -- | -- | ---- |
| 1    | SV Dakota            | 27  | 14 | 13 | 1 | 0  | 44 | 9  | +35  |
| 2    | SV EstrellaT         | 22  | 14 | 10 | 2 | 2  | 42 | 14 | +28  |
| 3    | SV Racing Club Aruba | 15  | 14 | 5  | 5 | 4  | 33 | 31 | +2   |
| 4    | SV Aruba Juniors     | 12  | 14 | 4  | 4 | 6  | 28 | 31 | -3   |
| 5    | SV Bubali            | 11  | 14 | 4  | 3 | 7  | 32 | 46 | -14  |
| 6    | SV Jong Aruba        | 11  | 14 | 4  | 3 | 7  | 27 | 42 | -15  |
| 7    | SV TropicalP         | 10  | 14 | 3  | 4 | 7  | 17 | 30 | -13  |
| 8    | SV Sport Boys        | 4   | 14 | 1  | 2 | 11 | 14 | 34 | -20  |

|  | Champion de Curaçao 1970 et qualification pour la Kopa Antiano |
|  | Qualification pour la Kopa Antiano                             |
|  | Relégation directe en deuxième division                        |
|  | T : Tenant du titre P : Promu de deuxième division             |

### Championnat de Curaçao
| Rang | Équipe                    | Pts | J  | G  | N | P | Bp | Bc | Diff |
| ---- | ------------------------- | --- | -- | -- | - | - | -- | -- | ---- |
| 1    | CRKSV Jong Colombia       | 26  | 14 | 12 | 2 | 0 | 39 | 7  | +32  |
| 2    | Sport Unie Brion-Trappers | 20  | 14 | 8  | 4 | 2 | 33 | 20 | +13  |
| 3    | RKSV ScherpenheuvelT      | 15  | 14 | 6  | 3 | 5 | 25 | 24 | +1   |
| 4    | SV Veendam                | 11  | 14 | 4  | 3 | 7 | 19 | 32 | -13  |
| 5    | RKVFC Sithoc              | 10  | 14 | 3  | 4 | 7 | 19 | 22 | -3   |
| 6    | SV Wacker                 | 10  | 14 | 3  | 4 | 7 | 18 | 21 | -3   |
| 7    | Country Club WacaoP       | 10  | 14 | 3  | 4 | 7 | 12 | 21 | -9   |
| 8    | CRKSV Jong Holland        | 10  | 14 | 3  | 4 | 7 | 17 | 35 | -18  |

|  | Champion de Curaçao 1970 et qualification pour la Kopa Antiano |
|  | Qualification pour la Kopa Antiano                             |
|  | Relégation directe en deuxième division                        |
|  | T : Tenant du titre P : Promu de deuxième division             |

### Kopa Antiano
| Rang | Équipe                     | Pts | J | G | N | P | Bp | Bc | Diff |  | Résultats (▼ dom., ► ext.) | Dak | Est | JCo | SUBT |
| ---- | -------------------------- | --- | - | - | - | - | -- | -- | ---- |  | -------------------------- | --- | --- | --- | ---- |
| 1    | SV Dakota                  | 8   | 6 | 3 | 2 | 1 | 14 | 6  | +8   |  | SV Dakota                  |     | 1-2 | 1-1 | 5-0  |
| 2    | SV Estrella                | 8   | 6 | 4 | 0 | 2 | 11 | 7  | +4   |  | SV Estrella                | 1-3 |     | 1-0 | 2-0  |
| 3    | CRKSV Jong Colombia        | 7   | 6 | 3 | 1 | 2 | 9  | 7  | +2   |  | CRKSV Jong Colombia        | 1-3 | 3-2 |     | 2-0  |
| 4    | Sport Unie Brion-TrappersT | 1   | 6 | 0 | 1 | 5 | 1  | 15 | -14  |  | Sport Unie Brion-TrappersT | 1-1 | 0-3 | 0-2 |      |

|  | Qualification pour le barrage pour le titre |
|  | T : Tenant du titre                         |

#### Barrage pour le titre
| Équipe 1  | Résultat | Équipe 2    | Aller | Retour |       |
| --------- | -------- | ----------- | ----- | ------ | ----- |
| SV Dakota | 4 - 5    | SV Estrella | 0 - 1 | 2 - 1  | 2 - 3 |

## Bilan de la saison
| Championnat des Antilles néerlandaises de football 1970 |                         |
| Champion                                                | SV Estrella (1er titre) |
| Qualifications continentales                            |                         |
| Coupe des champions de la CONCACAF 1971                 | SV Estrella             |
| Promotions et relégations                               |                         |
| Promus en Kopa Antiano                                  | Aucun                   |
| Relégués                                                | Aucun                   |